# Stenón Ríou Kai Andirríou
Stenón Ríou Kai Andirríou är ett sund i Grekland. Det ligger i den centrala delen av landet, 170 km väster om huvudstaden Aten.